# Independentismo mendocino

Bandera de la provincia de Mendoza, la misma utilizada por el Ejército de los Andes

El independentismo mendocino, también conocido como separatismo mendocino, secesionismo mendocino o Mendoexit (en alusión al Brexit en la Unión Europea), es una iniciativa que ha emergido como un movimiento político con el objetivo de buscar la independencia secesionista de la provincia de Mendoza de la República Argentina. Este movimiento aspira a constituirse como un Estado soberano y unitario.

## Antecedentes

### Época colonial

#### Fundación de Mendoza y sus lazo histórico y consanguíneo con Chile
La región de Cuyo estaba dentro de la gobernación de Nueva Andalucía creada el 21 de mayo de 1534 por Carlos I de España para Pedro de Mendoza. Quedó luego incluida dentro de la gobernación de Nueva Extremadura creada por Pedro de Valdivia el 11 de julio de 1541, que se extendía 150 leguas desde la costa del océano Pacífico a partir del paralelo 27° S, confirmada por Carlos V en 1552.
Los primeros españoles que ingresaron en el actual territorio mendocino lo hicieron en 1551 a las órdenes de Francisco de Villagra, quien descendió desde el Perú por la ruta del Tucumán con el objetivo de unirse a Pedro de Valdivia en Chile. Enviado por el gobernador y capitán general de Chile, Pedro de Valdivia, Francisco de Villagra es el primer español en explorar la región cuyana, al mando de ciento ochenta hombres.
Muerto Valdivia, y a poco de haber sido destituido el propio Villagra como gobernador de Chile, el nuevo gobernador, García Hurtado de Mendoza, hijo del Virrey de Perú Andrés Hurtado de Mendoza, encomendó al capitán Pedro del Castillo para que fundara y poblara Cuyo.
El 22 de febrero de 1561, Pedro del Castillo llegó al valle de Huentota, y tomó posesión de la comarca enarbolando el estandarte real. El 2 de marzo de 1561 el capitán Pedro del Castillo fundó la ciudad de "Mendoza del Nuevo Valle de La Rioja", dándole el nombre del gobernador de Chile, García Hurtado de Mendoza. La ciudad quedó bajo jurisdicción de la Capitanía General de Chile, aunque formaba parte del Virreinato del Perú.

#### Corregimiento de Cuyo

Corregimientos coloniales de Chile en 1776

La provincia de Mendoza que formó parte del Corregimiento de Cuyo desde su creación, introducción de población de Santiago de Chile, desde 1560 hasta 1781, cuando fue incorporada al Virreinato del Río de la Plata por órdenes de las autoridades del Imperio español, las cuales traspasaron todos los territorios del corregimiento a pesar de alguna negativa de una parte de la población que no se sentía perteneciente a Buenos Aires, que pertenecían al Reino de Chile, al recién creado virreinato. Al momento de la independencia de Argentina, la provincia se incorporó a la nueva república bajo el sistema federalista.
Al unirse la ruta de caravanas desde las ciudades de Buenos Aires y San Luis y siendo este camino de mejor y más fácil acceso que el complicado camino a través de los Andes hacia Chile, en 1776, al crearse el Virreinato del Río de la Plata Mendoza y también el resto de Cuyo fueron segregados de la Capitanía General de Chile y fueron asignados al nuevo virreinato donde el traspaso de esto y su anexión y control total demoró hasta 1820  a pesar de que después 1830 hubieran ciudadanos de Mendoza que querían la reunificación con Chile.

#### Virreinato del Río de la Plata
Con la formación del Virreinato del Río de la Plata en 1776, el Corregimiento de Cuyo fue separado del Virreinato del Perú y de la administración dirigida desde Chile, para ser incorporado al nuevo virreinato con capital en Buenos Aires, con lo que dicha ciudad, con la que ya existía un importante contacto comercial y cultural se convirtió en la encargada de administrar el área. La cordillera de los Andes pasó a ser una frontera política a partir de dicho punto.
La Real Ordenanza de Intendentes del 28 de enero de 1782 dividió el Virreinato del Río de la Plata en ocho gobernaciones-intendencias, además de las gobernaciones militares y políticas de Montevideo y de los pueblos de las antiguas misiones jesuíticas, formándose brevemente la Intendencia de Cuyo. Pero como consecuencia del informe presentado por el virrey Vértiz, esta estructura fue modificada por Real Orden del 29 de julio de 1782 y por la cédula aclaratoria del 5 de agosto de 1785, suprimiéndose las intendencias de Cuyo y Santa Cruz de la Sierra y dividiendo la del Tucumán en dos, integrando Cuyo la nueva Gobernación Intendencia de Córdoba del Tucumán, con sede en Córdoba.
El 14 de abril de 1783 fue promulgada la real cédula creadora de la Real Audiencia de Buenos Aires, "la cual tenga por distrito la provincia de este nombre y las tres del Paraguay, Tucumán y Cuyo", quedando el territorio de la proyectada intendencia en su jurisdicción y separado de la de Chile.
El 5 de agosto de 1783 el rey Carlos III hizo en San Ildefonso diecisiete modificaciones a la Real Ordenanza de Intendentes de 1782, entre ellas una que suprimió las gobernaciones Intendencias de San Miguel de Tucumán y de Cuyo, creando con ellas la intendencia de Salta del Tucumán y la de Córdoba del Tucumán, las que se hicieron efectivas en diciembre de 1783.

### SigloXIX

#### Principio de Siglo
A principio de siglo, una de las aspiraciones de los mendocinos era el de que un día Mendoza se convirtiera en "cabeza de Intendencia". Un Gobernador Intendente supone autonomía y si era un mendocino defendería con más calor los intereses económicos de la provincia y la región. Debido a la negación Nacional, se vincula a este hecho el pedido de que se erija a Mendoza en Intendencia y de que esta sea a su vez dependiente de la Capitanía General de Chile. Este proyecto, que tiene origen en Mendoza, fue elaborado por Dr. Bernardo Ortiz (Regidor Decano Fiel Ejecutor). En el mismo se argumenta sobre las "ventajas" de la incorporación de Mendoza a la Capitanía General de Chile con en el objetivo de lograr una gobernación intendencia y lograr la autonomía local:
Esa es... la aspiración política más cara a la oligarquía mendocina, cuya herramienta es el Cabildo... esto no lo hacen con criterio chileno ni con criterio argentino. Es el interés de la Patria Chica el que está en juego. Y esa Patria Chica sólo tiene por encima de ella una Patria Grande que no es Argentina ni Chile, sino la formada por la unión de muchos reinos en torno a la Corona... (Mendoza) no está comprometida en ningún plan político ni con Buenos Aires; y no tiene la menor intención de ir a una independencia unida a la capital del Virreinato....
En cuanto a las aspiraciones económicas conocemos ya las riquezas de Mendoza en los días de la Colonia. También la importancia, entre ellas, de sus vinos, aguardientes y frutas secas cuyo comercio entorpecían impuestos y gabelas aplicados en Córdoba y Buenos Aires. Fueron por tanto aspiraciones de esta población la que causó la reducción o supresión de los gravámenes que encarecían esos productos así como la prohibición de los caldos españoles cuya competencia arruinaba al comercio cuyano. Tanto Madrid como Lima y Santiago procuraron proteger a Cuyo, pero Santa Fe, Córdoba y Buenos Aires "acataron pero no cumplieron" las disposiciones españolas que nos favorecían. El comercio cuyano dependía en 1810 del Litoral, por lo que un gobernador intendente en Cuyo podría influir más directamente y defender mejor los intereses de la oligarquía mendocina que uno residente en Córdoba.

#### Revolución de Mayo y guerra civil
Los mendocinos no estuvieron entre los más fervientes partidarios de la Revolución de Mayo (1810); planteado el conflicto entre Buenos Aires y Córdoba, cuando ambos grupos solicitaron el respaldo de Mendoza, esta dilató todo lo que pudo las definiciones: priorizaba la estabilidad por sobre la guerra y el conflicto. Si Mendoza elegía, iba a elegir el candidato que le beneficiara económicamente y les diera estabilidad.
A finales de junio de 1810, según Faustino Ansay (Subdelegados, Comandantes de Armas de Corregidores de Cuyo): «llegó de Buenos Aires, otro particular, asegurando que la Junta seguía en el tranquilo ejercicio de su autoridad con general aprobación, y que estaba preparada una formidable expedición contra los pueblos que no le prestasen obediencia».
El 26 de julio la Junta de Buenos Aires designó al capitán José Moldes como teniente gobernador de Mendoza, nombramiento mal recibido. Al llegar a esta ciudad el Cabildo le hizo saber, escribe Caillet-Bois: «Mendoza no quería teniente Gobernador y que lo que quería el pueblo era un jefe de la provincia de Cuyo». El Cabildo de Mendoza "defendía un privilegio de la ciudad" por cuanto la designación de un teniente gobernador "equivalía a quitarle la precaria autonomía municipal de que gozaba".
Posteriormente, superada la instancia de la guerra de independencia, estalló la guerra civil. Mendoza reiteró su posición prescindente. La clase dirigente local rehuyó el protagonismo por la lucha nacional. Los viticultores mendocinos seguían más cómodos en el escenario de paz que en el clima de guerra.
El Segundo Triunvirato en 1813 decretó que la Provincia de Mendoza, junto con San Juan y San Luis formaran la Intendencia de Cuyo, con cabecera en la ciudad de Mendoza y formada por tres subdelegaciones o partidos.
Entre 1814 y 1817 Mendoza fue el punto donde se preparó el Cruce de los Andes liderado por el general don José Francisco de San Martín, quien había sido nombrado gobernador-intendente de Cuyo. 
El 1 de marzo de 1820 se firmó el acta por la que Mendoza, San Luis y San Juan rompían los vínculos que los unían a la Intendencia de Cuyo adquiriendo soberanía como estados provinciales independientes.

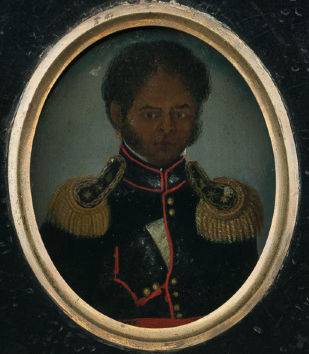
Lorenzo Barcala, fusilado el 1 de agosto de 1835 acusado de conspirar para que Mendoza y San Juan formaran parte de Chile.

#### Crisis de 1830
Entre 1830 y 1835 algunos dirigentes de Mendoza y San Juan, acorralados por una sucesión de crisis políticas y económicas y descontento con la acción y decisiones del gobierno central de Buenos Aires, trataron de separarse de la República Argentina y  Anexarse a Chile, ya que los mendocinos se sentían más chilenos que argentinos y se sentían discriminado por los porteños que lo trataban ciudadanos de tercera categoría . El empleo del arbitraje y la mediación, como mecanismos pacíficos de solución de controversias, propuesto por Mendoza y apoyado por Chile, fue rechazado por las provincias del litoral rioplatense Buenos Aires. Las tropas porteñas penetraron en la intendencia de Cuyo, invadieron Mendoza destruyendo y asesinando a mujeres y niños , el 28 de marzo de 1831, se impusieron en la batalla de Rodeo de Chacón donde fusilaron a los que se rindieron . Después de la caída de la ciudad en manos del rosismo, tras la Batalla de Rodeo de Chacón, miles de los más talentosos referentes de la clase dirigente de Mendoza y San Juan se exiliaron y cruzaron la cordillera para buscar refugio en Chile.

#### Asesinato de Lorenzo Barcala

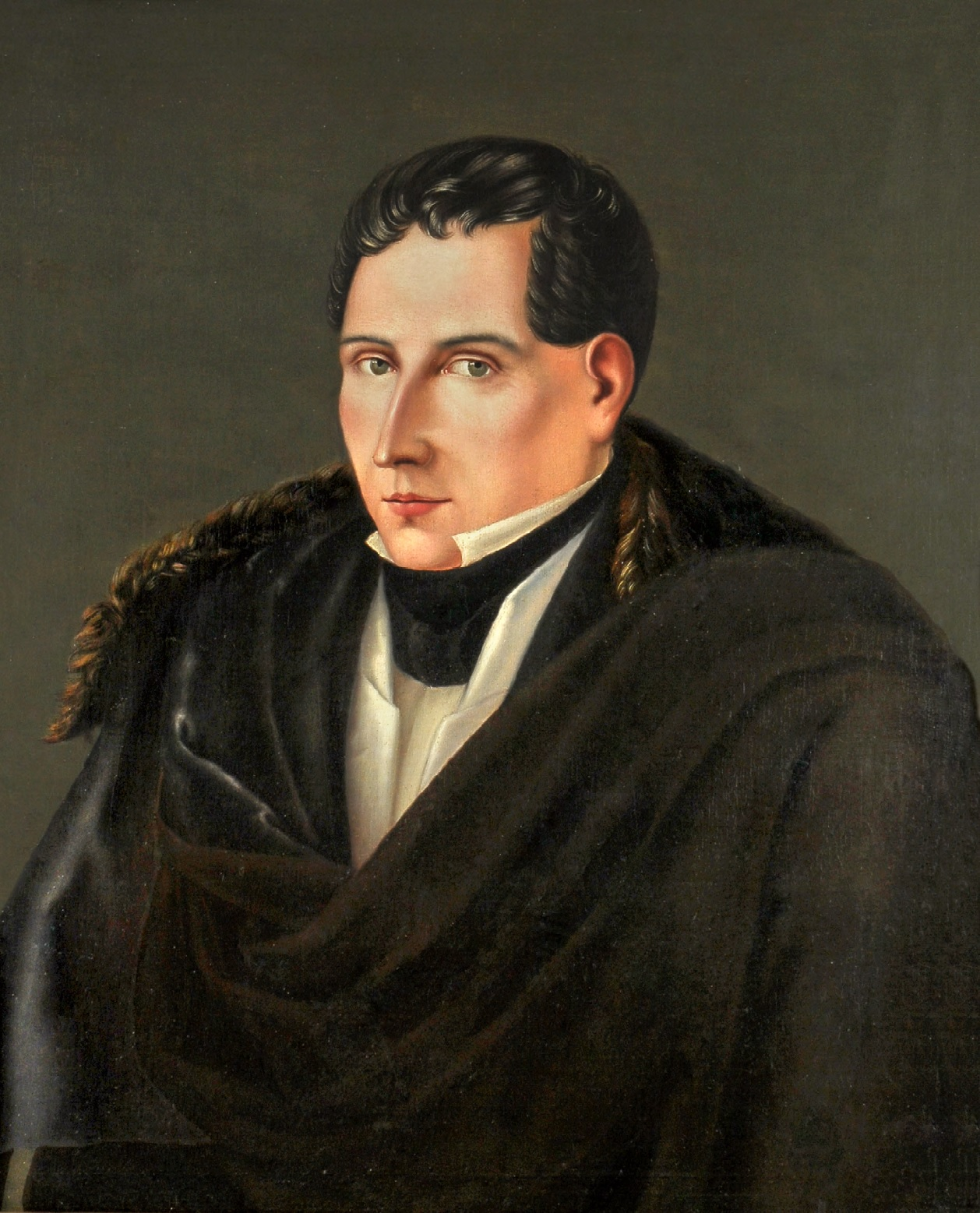
El ministro chileno, Diego Portales.

El 11 de marzo de 1835, José Lisandro Calle, Vicente Gil y Casimiro Recuero escribieron a Diego Portales una carta en la cual lo exhortaban a anexar las provincias cuyanas a Chile. En esta carta se sugirió que no sería difícil apoderarse de Mendoza, San Luis y de San Juan, y que «las admitiese en la asociación política de este país», escribió argumentando además que los mendocinos simpatizaban por el lazo sanguíneo con Chile mucho más que con las provincias de Córdoba, Buenos Aires o Salta, que no tiene ningún lazo cultural, lingüístico y musical y que estaban dispuestos a ir a una guerra con Chile en contra las provincias del litoral. El coronel Lorenzo Barcala fue fusilado el 1 de agosto de 1835 acusado de conspirar para asesinar a las autoridades federales de la provincia y de conspirar para que Mendoza, San Luis y San Juan formaran parte de Chile.

#### Final de Siglo
Según la historiadora Luciana Sabina, una epidemia de cólera en la década de 1880 fue un punto de inflexión en la historia de la provincia de Mendoza. Durante éste brote, Mendoza quiso aislarse del resto del país pero fue obstruido por presidente Julio Argentino Roca, el cual forzó la apertura de la provincia. Por esta decisión la provincia de Mendoza perdió miles de vidas.
El 24 de enero de 1892, se realizó una intervención nacional encabezada por Francisco Uriburu, el Dr. Julio Botet y Mariano de Vedia y Mitre. El Interventor Nacional en conocimiento de la influencia ejercida por José Néstor Lencinas desde su cargo municipal, intervino a este organismo, designando en su reemplazo, como interventor, al Dr. José A. Salas.
31 de diciembre de 1894, renuncia a la gobernación de Mendoza el gobernador Pedro Anzorena debido a enfrentamientos con la presidencia de la República por la candidatura del Dr. Manuel Quintana para la presidencia.

### SigloXX

#### Primera Guerra Mundial
En 1914, cuando se conoció la noticia de la Primera Guerra Mundial el gobierno de Mendoza bajo la gobernación de Francisco S. Álvarez, independientemente de la República Argentina, decretó «declarando neutral a Mendoza en el conflicto desencadenado en el Viejo Mundo», hecho que conmovió al resto del país.

#### Intervenciones Nacionales (1918 - 1930)
Durante este periodo se interviene a la provincia un total de 4 veces, con un total de 5 interventores federales.
- Primera Presidencia de Hipólito Yrigoyen:
  - En febrero de 1919 se interviene a Mendoza por decreto de Hipólito Yrigoyen poniendo como comisionado nacional al Dr. Tomás de Veyga y en abril de 1919 este mismo fue remplazado nuevamente por el Dr. Perfecto Araya, intervención que duró hasta julio del mismo año. Para ese entonces el Partido Socialista y los radicales eran denominados «intransigentes» y «autonomistas». En noviembre de 1919 la Cámara de Diputados de la Nación «resolvió designar una comisión investigadora de la situación política por la que atravesaba la provincia de Mendoza...», ante esta decisión Lencinas dictó un decretó que iba en contra de los intereses nacionales en el cual negaba «las facultades a la Cámara de Diputados para investigar en la Provincia, que por principio es autónoma». Según Olgín «durante el primer período de gobierno radical, se envían veinte intervenciones, cinco por ley del Congreso y quince por decretos del Poder Ejecutivo...». En ese momento estaba como gobernador recién asumido José Néstor Lencinas. Esta situación crea una «crisis partidaria» que lleva a un movimiento separatista mendocino para crear la República de cuyo o la reunificación con Chile.[8]
  - En Mendoza, Lencinas era conocido por defender el modelo político Federal y por no acatar la disciplina ni las directivas porteñas, y por ende era considerado "disidente". José Néstor Lencinas fallece en 1920. Luego de la muerte de Lencinas, toma cargo como presidente provisorio del senado Ricardo Báez el cual fue reemplazado, luego de una nueva intervención por el presidente Hipólito Yrigoyen, por el Dr. Eudoro Vargas Gómez.[8]

- Presidencia de Marcelo Torcuato de Alvear:
  - Carlos Washington Lencinas asume como gobernador de la provincia en febrero de 1922. En 1924, bajo la presidencia de Marcelo Torcuato de Alvear, se interviene nuevamente Mendoza ya que «el lencinismo no atendía las directivas nacionales y defendía un auténtico federalismo». El Dr.  Carlos W. Lencinas es reemplazado por el Dr. Enrique M. Mosca.[9]
- Segunda Presidencia de Hipólito Yrigoyen:
  - El Dr. Alejandro Orfilia fue electo gobernador de la Provincia para el período de 1926-1930, pero gobernó sólo hasta el 12 de diciembre de 1928, por haber sido intervenida la Provincia por el Gobierno de la Nación. La gestión administrativa se vio interrumpida por una nueva intervención nacional, ante la actitud política del gobierno mendocino, de filiación lencinista. El Dr. Alejandro Orfilia fue substituido por Carlos A. Borzani, que somete «a críticas e investigaciones» la gestión administrativa del Dr. Alejandro Orfila, el cual fue encarcelado.[10]

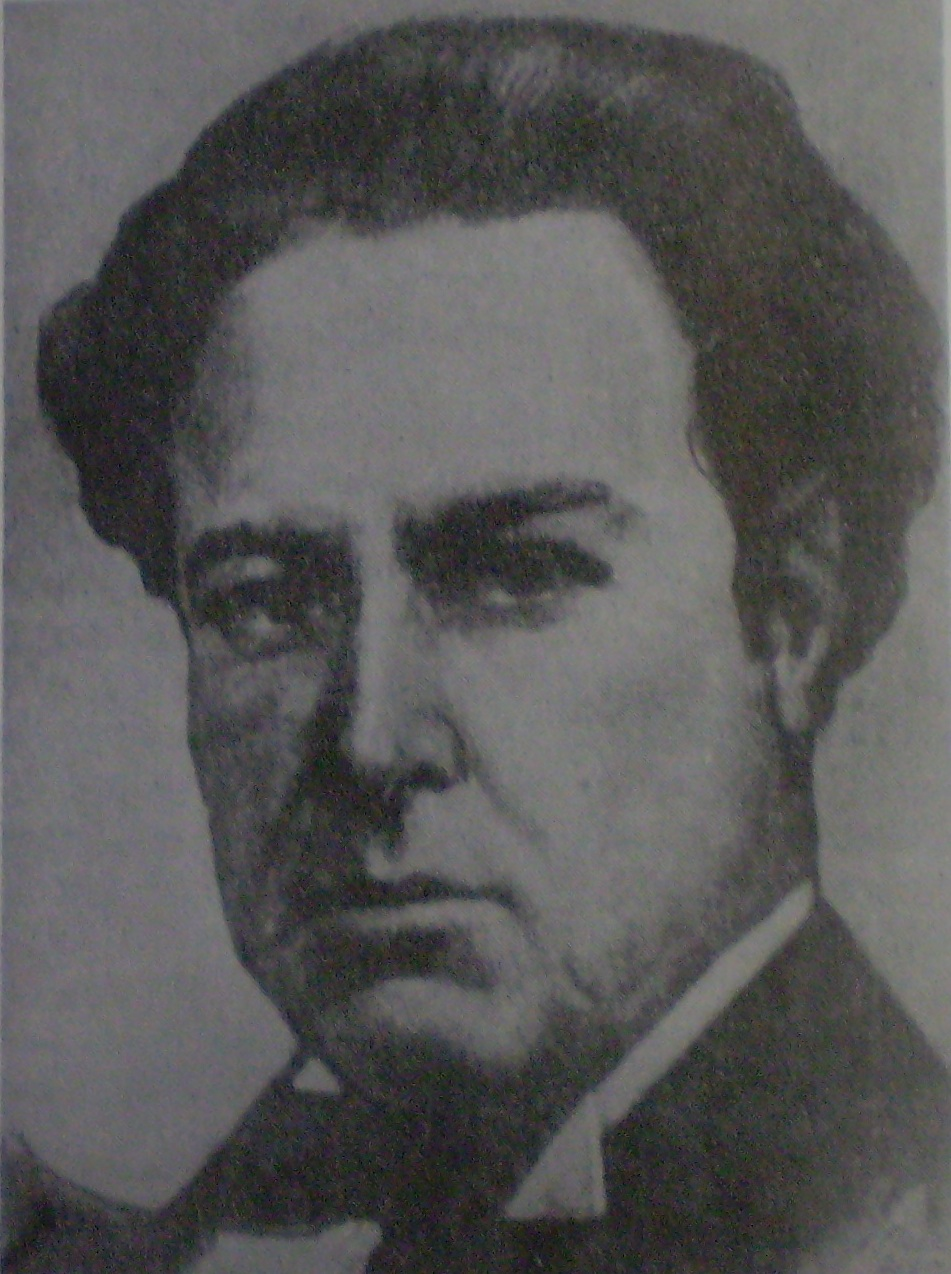
Carlos Washington Lencinas, gobernador de Mendoza entre 1922 y 1924. Murió asesinado en 1929 cuyo crimen se atribuye al grupo paramilitar Klan Radical.

#### Asesinato de Carlos W. Lencinas
El gobierno Nacional considera al lencinismo como a un enemigo, por haberse opuesto a las directivas porteñas. Esto se demuestra a través de un cartel distribuido «El Klan radical declara públicamente que la aprobación de los diplomas de San Juan y Mendoza significaría legalizar el crimen y el latrocinio. El senado rechazará esos diplomas o tendrá que enfrentar a muchos argentinos dispuestos al sacrificio, en salvaguardia de la dignidad nacional. Aspiraciones del Klan Radical 100 x 100 de radicalismo».

Con respecto a las intervenciones previas y a la situación de la provincia, Gálvez en su trabajo sobre Yrigoyen comenta: 
Pero nada tan grave como lo ocurrido en Mendoza, provincia intervenida por Yrigoyen. El caso de Mendoza es análogo al de San Juan... domina en Mendoza una familia: los Lencinas. El viejo Lencinas... fue el primer gobernador radical de Mendoza. Yrigoyen... le mandó tres intervenciones por causa de sus atropellos a la Legislatura. Sus hijos le han "heredado" el gobierno. Uno de ellos... ha sido gobernador. Yrigoyen ha debido intervenir la Provincia, desposeyéndole del poder... este Lencinas, jefe de su partido, del lencinismo, hace obra para el pueblo... Durante la campaña electoral fueron asesinados en la provincia de Mendoza, numerosos ciudadanos. Comunica a Yrigoyen que allá lo esperan para asesinarlo... Desde un bajo balcón saluda al pueblo, cuando varios sujetos asaltan a tiros el local, y Lencinas cae muerto.
El 10 de noviembre de 1929 fue asesinado Carlos W. Lencinas. Un mes antes, había aparecido en Mendoza un libro Lencinas e Yrigoyen. Federalismo y Unicato, extenso debate en que tomó parte en el senado, publicado en su homenaje por la comisión de prensa de la Unión Cívica Radical lencinista.
El asesinato de Lencinas desprestigia al gobierno radical y se ataca a Yrigoyen, que es ajeno a esta muerte, aunque la oposición lo considera culpable. Significa el derrumbe del prestigio del caudillo radical, y se empieza a hablar insistentemente de la dictadura y de la revolución.

#### Intervenciones Nacionales (1930 - 1983)
Durante este periodo se interviene a la provincia un total de 7 veces, con un total de 28 interventores federales.
- Golpe de Estado de 1930 - Tras el golpe de Estado a Hipólito Yrigoyen y al hacerse cargo el general José Félix Uriburu del gobierno provisional comienzan a marchar los interventores a las provincias. A Mendoza llega el militar Ergasto Saforcada, el cual fue reemplazado luego por el Dr. José María Rosa, que desempeñará estas funciones hasta la elección democrática del Ingeniero Ricardo Videla.
- Revolución del 43 - El 10 de junio de 1943, el Gobierno de Mendoza fue intervenido por el poder nacional. En este periodo hubo 3 interventores federales de facto: Humberto Sosa Molina, Luis Elías Villanueva y Aristóbulo Vargas Belmonte.
- Revolución Libertadora (1955-1958) - El Gobierno de Mendoza fue intervenido nuevamente por el poder nacional. En este periodo hubo 3 interventores federales de facto: Roberto Nazar, Héctor Ladvocat e Isidoro Busquets.
- Golpe de Estado de 1962 - El Gobierno de Mendoza fue intervenido nuevamente por el poder nacional. En este periodo hubo 6 interventores federales de facto: Carlos Armanini, Joaquín S. Guevara Civit, Ricardo Alberto Parola, Augusto Lavalle Cobo, Horacio Pietrapera y Sergio Moretti.
- Revolución Argentina (1966-1973) - El Gobierno de Mendoza fue intervenido nuevamente por el poder nacional. En este periodo hubo 6 interventores federales de facto: Tomás José Caballero, José Eugenio Blanco, Francisco Gabrielli, Luis Carlos Gómez Centurión, Félix Gibbs y Ramón Genaro Díaz Bessone.[3][12]
- Intervención federal a la provincia de Mendoza de 1974 - Esta intervención federal estuvo a cargo de Isabel Perón. En este periodo hubo 3 fuertes interventores federales de facto: Antonio Cafiero, Luis María Rodríguez y Pedro León Lucero.
- Proceso de Reorganización Nacional (1976 - 1983) - El Gobierno de Mendoza fue intervenido nuevamente por el poder nacional. En este periodo hubo 5 interventores federales de facto: Tamer Yapur, Jorge Sixto Fernández, Rolando Ghisani, Bonifacio Cejuela y Eliseo Vidart Villanueva.

### 

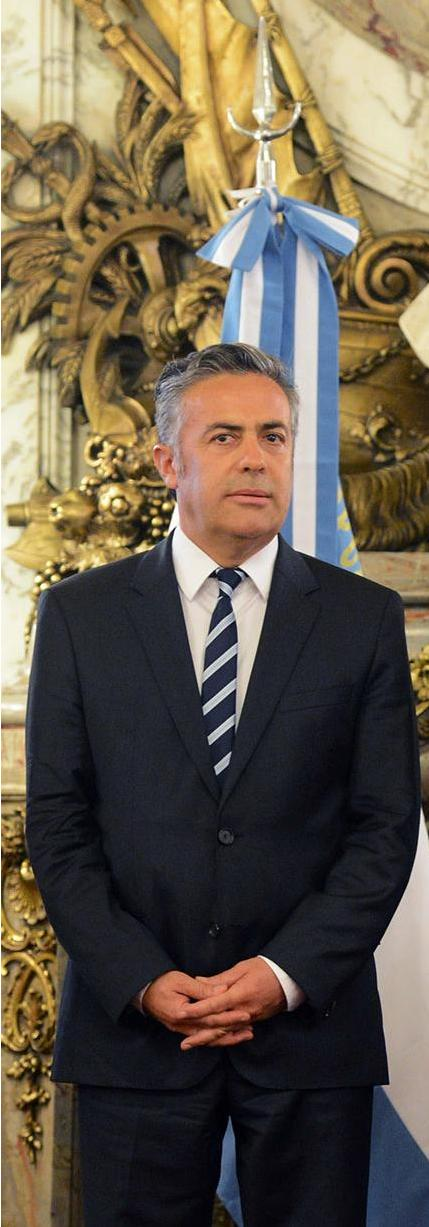
Gobernador de la Provincia, Alfredo Cornejo.

### SigloXXI

#### Mendoexit
Uno de los principales impulsores de las ideas separatistas es el político Alfredo Cornejo, de la Unión Cívica Radical, quien fue gobernador de la provincia de Mendoza y en su calidad de diputado nacional de la Cámara de Diputados de la Nación Argentina, propuso en junio de 2020 la idea de separarse de Argentina, bajo el principio de autodeterminación de los pueblos y siguiendo las disposiciones legales con respecto a la permanencia o secesión de una provincia como parte de la República Argentina argumentando que la provincia de Mendoza reúne las condiciones para ser autónoma como país.
En esa línea, a comienzos de diciembre de 2020, dirigentes políticos y sociales de Mendoza anunciaron la creación del partido político «Éxito», siendo uno de sus principales líderes Hugo Laricchia, quien se dedica a hacer activismo (especialmente ciberactivismo) independentista a nivel local en la provincia de Mendoza.Mientras que uno de sus principales detractores es el también político mendocino, José Luis Ramón, del partido Protectora Fuerza Política, quien calificó las ideas separatistas como «una locura», además de proponer en marzo de 2021 ante el mismo cuerpo legislativo, la realización de un plebiscito a nivel provincial en Mendoza, con el fin de que los propios mendocinos decidan si quieren permanecer en Argentina.
Agustín O' Reilly argumenta que la fuente de los males de la Argentina es la provincia y ciudad de Buenos Aires, diciendo que, «La trifecta, Nación, CABA y La Plata, produce un descalabro político de dimensiones probadas y muy nocivas para el federalismo nacional. Nada de lo que resultó del sueño federal de los padres de la patria se parece a lo que hoy tenemos como estructura de diseño demográfico y político...Tema realmente fuera de agenda y que determina una imposibilidad intrínseca para el normal desarrollo del federalismo hoy queda a flor de piel es trifulcas entre los que están sin lugar a dudas, llevando a nuestra querida Argentina a un lugar sin retorno... La ciudad de Buenos Aires tendría que ser restituida como parte de la provincia de Buenos Aires y ser nombrada capital provincial nuevamente. La capital federal de la Nación debería buscar un nuevo destino distante y relevante, propuesto por el Congreso Nacional, permitiendo así desintoxicarse y generar un nuevo espacio vital para el concentrado poder que produce una macrocefalia hoy ya insostenible».

#### Pandemia de COVID-19
Alfredo Cornejo propuso en junio de 2020 la idea de separarse de Argentina dando como uno de los factores las consecuencias económicas provocadas por la pandemia de COVID-19 en el país.
La Provincia de Mendoza fue la segunda provincia que menos recursos recibió de parte del gobierno nacional para enfrentar la crisis sanitaria y económica que fue producto de la pandemia, la cual ascendió a alrededor de US$ 27 millones, e inicialmente el gobierno provincial esperaban contar con el doble.
Un punto de tensión fue debido al decreto de fases de confinamiento a nivel nacional, el gobierno de Mendoza se negó volver a la Fase 1 de aislamiento que planteó el decreto presidencial para 18 provincias.
Durante este periodo también hubo tensiones en torno a la falta de dinero mandado a Mendoza durante la pandemia.
Además, hubo tensiones entre la provincia de Mendoza y el Gobierno nacional por el freno de envíos de respiradores comprados previamente por el gobierno de la provincia de Mendoza. La Nación tomó la decisión de centralizar todos los insumos del país. Esto despertaron la indignación de los mendocinos. El presidente de la Nación, Alberto Fernández, decreto el bloqueo bajo el argumento de que ellos iban a centralizar las compras de insumos y las iban a distribuir según el criterio que ellos consideren correcto.
Se acusa que durante este periodo decenas de empresas mendocinas entraran en quiebra por culpa del Estado nacional. Según el diputado Federico Zamarbide «Nación está empujando a empresas mendocinas a la quiebra».

#### Atentado a Cristina Fernández de Kirchner
Ante el atentado a la expresidenta, el gobierno de la Provincia de Mendoza no se adhirió al "feriado nacional" expresado por el presidente de la Nación, Alberto Fernández. Marcelino Iglesias, intendente de Guaymallén, afirmó que la decisión del feriado nacional era una "sobreactuación" del presidente Alberto Fernández. Omar de Marchi, diputado mendocino por el partido PRO, afirmó que el gobierno nacional va a utilizar este atentado como «un oportunismo político».
Julio Cobos, exvicepresidente, fue el único mendocino de la oposición en participar de la sesión especial en Diputados de la Nación.
Este evento volvió a resurgir la discusión en torno al "mendoexit" ya que la tensión generada desde el gobierno nacional contra el gobierno de Mendoza y su principal figura, el gobernador Rodolfo Suárez, por haber protagonizado lo que desde la oposición se califica como "acto sedicioso", al no adherir al feriado decidido por un decreto de necesidad y urgencia dictado por el presidente de la Nación, Alberto Fernández.

#### Cesión nacional de tierras a mapuches en Mendoza
El Gobierno nacional reconoció la "ocupación actual, tradicional y pública" de la Comunidad Lof Limay Kurref, perteneciente al Pueblo Mapuche, ubicada en el departamento de Malargüe, Mendoza. Gracias a esta medida, esas tierras no podrán ser enajenables ni transmisibles ni objeto de gravámenes o embargos. El Instituto Nacional de Asuntos Indígenas (INAI), reconoció que la comunidad ocupa un total de 4.477 hectáreas, ubicadas en el noroeste de la Provincia de Mendoza, en la localidad Los Molles.
El gobierno provincial declaró inconstitucional la resolución del INAI. La postura de Suárez fue acompañada por sus aliados de Juntos por el Cambio, incluso el expresidente Mauricio Macri replicó al instante el mensaje en sus redes sociales. El intendente de Malargüe, Juan Manuel Ojeda, reclamó que "no existe la comunidad mapuche como tal en nuestro departamento" y se mostró preocupado por la medida que, según él, podría "afectar la propiedad privada". El gobierno de Mendoza denunció al gobierno nacional, reclamará las tierras otorgadas e irá a la Corte.

Según Víctor Ibáñez Rosaz, ministro de Gobierno, Trabajo y Justicia de la provincia:
Consideramos que son inconstitucionales, a la vez que todos los antecedentes históricos que tenemos relevados de historiadores y arqueólogos afirman que jamás hubo mapuches en el sur de la provincia. No son comunidades ancestrales. Por otra parte, los relevamientos los hizo una socióloga de la UBA que vino, hizo algunas preguntas y con eso resolvió la cuestión... Si lo que resuelve el INAI es contrario a nuestros intereses seguiremos la vía administrativa de recurso jerárquico hasta agotarla y luego interponer el planteo judicial en la Corte Suprema de Justicia de la Nación. 
Ante la resolución, Víctor Ibáñez Rosaz presentó tres recursos de reconsideración en contra de las resoluciones del Instituto Nacional de Asuntos Indígenas (INAI) por la ocupación de tierras reconocidas a comunidades mapuches:
En virtud de los argumentos expuestos, las resoluciones del INAI presentan vicios en todos los elementos esenciales de un acto administrativo, es decir, en la competencia, causa, objeto, procedimiento, motivación y finalidad. Cada uno de estos vicios está desarrollado en la presentación del Gobierno provincial, lo que permite concluir que las resoluciones resultan nulas, de nulidad absoluta e insanable e ilegítimas, motivo por el cual deben ser dejadas sin efecto por el organismo que las dictó.
... Se advierte que adolece de una evidente falta de rigor científico, en particular en su aspecto histórico. Incurre en una clara ausencia de objetividad, fundada en un pobre relevamiento de datos que proporciona el CUESCI y arriba a conclusiones absolutamente alejadas de la realidad. Carece de bibliografía específica que sostenga ninguna de sus conclusiones, pero fundamentalmente no ha demostrado que hubiese mapuches en el Sur mendocino. Por el contrario, se ha acompañado con los recursos presentados un anexo con información histórica y abundante bibliografía en el materia, que da cuenta de que esta provincia fue habitada por dos grandes grupos, uno encabezado por los huarpes al norte y los pehuenches y puelches al sur y que no ha habido presencia ancestral de los pueblos mapuches en el sur de la Provincia de Mendoza.
... Se cuestiona la vigencia de la emergencia... En este punto se cuestiona la validez del decreto, en tanto no se ha configurado la situación que prevé la Constitución para dictar una norma de esta naturaleza y menos aún prorrogar una emergencia cuya declaración, determinación del plazo y alcances es atribución exclusiva y excluyente del Congreso de la Nación.

... Se cuestiona la decisión del organismo de optar, sin fundamento alguno, por un procedimiento centralizado, sin participación de la Provincia, cuando la ley y sus propias resoluciones disponen la necesaria intervención provincial... El INAI ha dictado las resoluciones sin contar con informes dominicales del Registro de la Propiedad y sin haber comunicado a la Provincia los dictámenes, conclusiones, informes y demás elementos considerados para llegar a las resoluciones... Las resoluciones desconocen de forma expresa decisiones adoptadas por tribunales provinciales que han evaluado la situación de las comunidades y han concluido en la inexistencia de posesión y/u ocupación actual, tradicional y pública de los terrenos en conflicto. De este modo, un organismo administrativo nacional interfiere en la autonomía provincial y las decisiones de sus organismos judiciales.
Entre los activos que el Gobierno nacional está entregando a los "autopercibidos mapuches", la Secretaría de Ambiente y Ordenamiento Territorial del Gobierno de Mendoza detectó que se encuentran los primeros pozos de crudo no convencional en el lado mendocino del bloque Vaca Muerta, en el sur de Malargüe. En ese lugar se está desarrollando una inversión millonaria para actividades de exploración y producción por parte de YPF. Sobre las áreas reconocidas existen dos que están comprometidas con actividad petrolera: una que cuenta con 23 pozos en El Sosneado. También están incluidos 30 pozos. Esta es un área en crecimiento de actividad petrolera, en la formación Vaca Muerta. Así, en cada instalación que hay en un campo, el control supervisario por la actividad petrolera cobra una renta (servidumbre) por el uso de la tierra. El gobernador Rodolfo Suárez sostuvo que las decisiones del INAI se enmarcan en una decisión con clara "intencionalidad política" en contra de la Provincia. Continuó aclarando que significaba una pérdida de activos para Mendoza ya que las zonas delimitadas para los indígenas están llenas de "activos provinciales": 
En ese lugar se está desarrollando una inversión millonaria para actividades de exploración y producción por parte de YPF... Sólo en la última resolución que abarca poco más de cuatro mil hectáreas estamos hablando de 50 pozos petroleros sobre la parte de Vaca Muerta... Esto genera conflictos también con las inversiones. 
Otro factor influyente es que las tierras afectadas pertenecen al ámbito privado donde hay explotación de hidrocarburos y arriesga el paso Las Leñas, un proyecto vial para unir el sur de Mendoza con Chile.

## Factores

### Factores económicos
Los factores que son mencionados por los independentistas, es el incremento de la pobreza, en especial de la pobreza extrema en toda la provincia de Mendoza, a la cual le atribuyen una mala gestión por parte del gobierno nacional durante los últimos gobiernos presidenciales, especialmente a los de Cristina Fernández de Kirchner, Mauricio Macri y Alberto Fernández. A nivel económico, en 2019 Mendoza pasó a ser de la histórica quinta a la sexta mayor economía de Argentina en base al Producto Geográfico Bruto (PGB), en un contexto en el cual el país se encuentra en una crisis económica, social y sanitaria desde 2018, además del impago (default) de la deuda externa nacional.
Una de las principales causas del alto porcentaje de mendocinos que se quieren independizar es debido a las características macroeconómicas, que impiden desarrollar el potencial de Mendoza. Se argumentando que con un tipo de cambio estable y con niveles de inflación internacionales, Mendoza estaría mucho mejor que como se encuentra actualmente. Según José Manuel Ortega Fournier «...tenemos un 44% de pobreza, por la situación argentina».
Según Alfredo Cornejo «(Mendoza) hoy necesita de la Argentina y la Argentina lo perjudica en la calificación de riesgo, en el acceso de crédito internacional, para traer inversiones» y añadió «... (el gobierno nacional) tienen el objetivo de perjudicar a Mendoza, como provincia productiva que le hacen vivir una asfixia fiscal», añadiendo en otra entrevista que «Las principales herramientas las tiene el Gobierno nacional, no las provincias. Mendoza es una de las que más sufre el desorden macroeconómico...Me desalienta lo poco que se puede hacer en la gobernación en materia macroeconómica».
Mendoza es una de las provincias más productivas que, además de financiar mediante la coparticipación, tiene complicaciones para exportar sus productos al mundo, por la obstinación nacional. Se agrega que el gobierno nacional le debe dinero a la Provincia de Mendoza, ya que actualmente hay un crédito de 1.100 millones de dólares que le debe la Nación a la provincia de Mendoza.
Por persona, Mendoza recibe la menor cantidad de fondos del gobierno central de las 23 provincias de Argentina, según The Economist.

### Discriminación
Se acusa un abandono, discriminación y discordancia entre las medidas tomadas a nivel de gobierno nacional en Buenos Aires con los requerimientos de los mendocinos.
Según las encuestas realizadas por Reale Dalla Torre Consultores, el maltrato histórico del gobierno nacional hacia la provincia es una de las causas que empujan al independentismo, «...no es de hoy, sino que se ha vivido históricamente independientemente de los colores políticos». Además, Mendoza fue una de las provincias que más aporto en millones de dólares y que menos dinero recibió per cápita. Según Lisandro Nieri «...en términos de Coparticipación, Mendoza está entre las más perjudicadas».
A finales de 2021 se confirmó que Mendoza demandará a la Nación por una «millonaria discriminación» durante la pandemia que causó miles de muertos en Mendoza por Covid-19. Según afirma el gobierno de Mendoza, la provincia debió de haber recibido más de 18.000 millones de pesos durante el periodo de pandemia.
En enero del 2022, el presidente Alberto Fernández decidió no convocar al gobernador de Mendoza, Rodolfo Suárez, en la comitiva que lo acompaña en su visita de Estado a Chile lo que sorprendió a varios personajes políticos de Mendoza y Chile, que hicieron notar su enojo a través de las redes sociales. El ministro de Gobierno de Mendoza, Víctor Ibáñez, calificó el hecho de "sorprendente". En tanto, Alfredo Cornejo, manifestó en su cuenta de Twitter que "el grado de discriminación a Mendoza ya roza lo absurdo. Realizar un viaje oficial a Chile, con Gobernadores de provincias limítrofes y dejar afuera al Gobernador de la Provincia que tiene el paso internacional más importante del país, es muy guarango (maleducado)". El diputado radical Luis Petri le pidió al mandatario argentino que "no discrimine a Mendoza... No le quite recursos, no le saque obras y no la deje afuera de las relaciones con Chile, vitales para el desarrollo de la provincia, la región y el país".
Une encuesta realizada en febrero de 2022 determino que más de 60% de los mendocinos cree que Mendoza es discriminada por ser conducida por un Gobierno de signo político opuesto al Gobierno.

### Proyecto hidroeléctrico Portezuelo del Viento
El proyecto hidroeléctrico Portezuelo del Viento es una central hidroeléctrica que se construirá sobre el río Grande, en el sur de la provincia de Mendoza, Argentina. Se ha previsto como el componente más importante de un complejo formado por cinco centrales que se instalarían sobre ese río.
El Gobierno y la principal fuerza de oposición en la provincia se pusieron de acuerdo para un fin político y estratégico para Mendoza: aunar una posición para reclamar el laudo presidencial por Portezuelo del Viento.
La opinión de la sociedad mendocina es que el 64,3% cree que es el Gobierno de Alberto Fernández es el que está obstruyendo esa posibilidad.

Una de las razones por las cuales Alfredo Cornejo lanzó la propuesta de que Mendoza considere "seriamente su autonomía" fue luego de que denunciara que el Gobierno busca "perjudicarla", en alusión a un reclamo por la mega-obra pública Portezuelo del Viento afirmando que «Mendoza está siendo cada vez más perjudicada. Le frenaron una obra que es de financiación de la provincia todavía no se puede explicar por qué la frenaron...». 

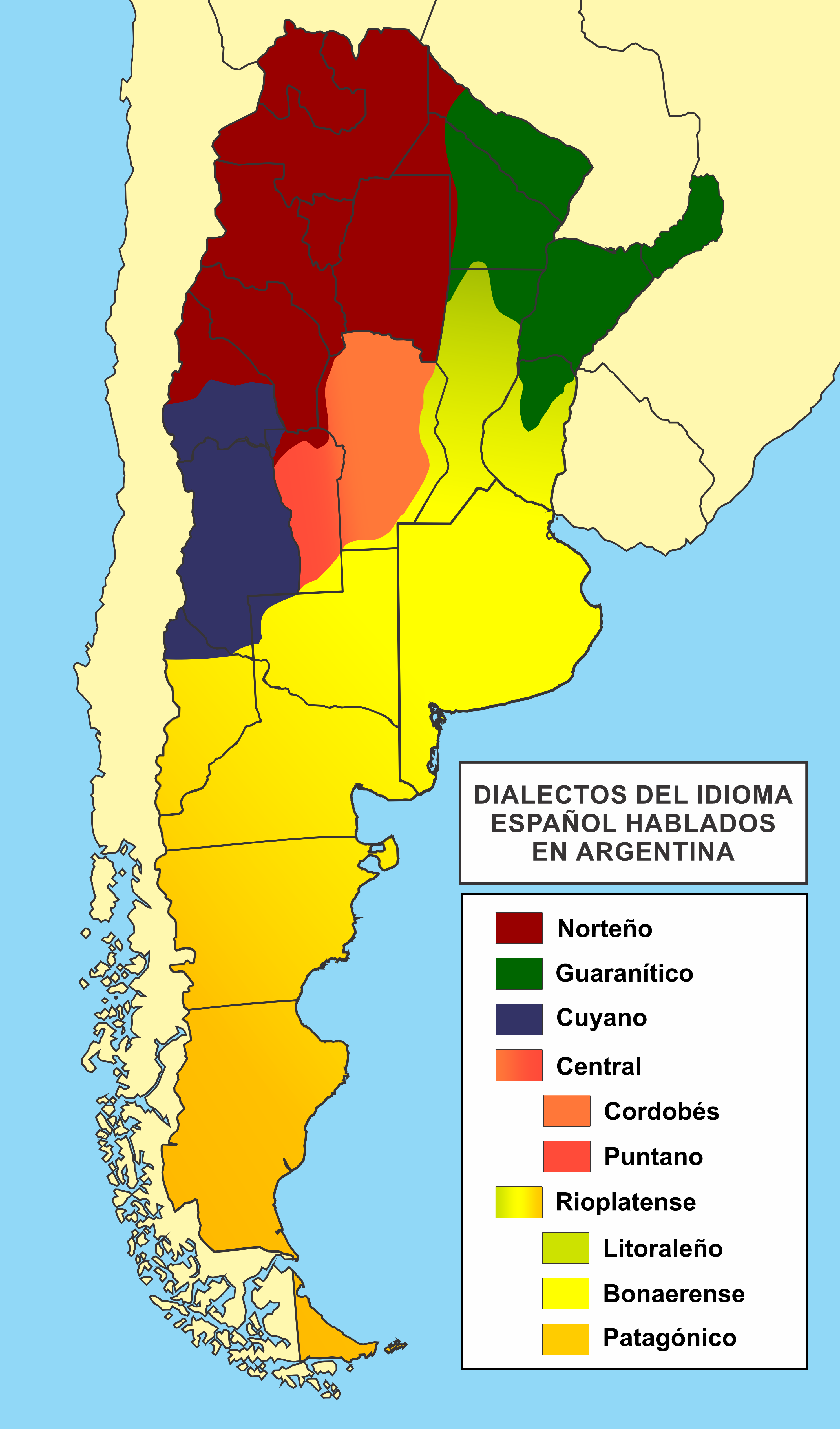
Variantes del idioma español habladas en Argentina

### Cultura e idioma
Mendoza posee diferencias significativas en tanto cultura e idioma respecto al resto de la Argentina.

#### Dialecto
El castellano cuyano es el dialecto del castellano de Argentina que evolucionó en la región andina de Cuyo, y que se habla hoy en día en las provincias de San Juan y Mendoza. En el castellano cuyano se pueden hallar algunos rasgos en común con el castellano chileno y una influencia posterior del castellano rioplatense, presentándose modismos y pronunciación muy similar a la chilena, sobre todo en Mendoza. Su antigua dependencia de la Capitanía General de Chile y actual vecindad geográfica con la República de Chile son señaladas por un limitado número de chilenismos, en cuyo caudal también se incorporaron voces mapuches. Mendoza siente más la cercanía e influencia de la variante del castellano chileno, mientras que San Juan es de las más conservadoras de la variante. Otro rasgo muy característico de este dialecto es el uso del artículo antes de un nombre propio, tal como se usa en Chile y en Cataluña. El Gran Mendoza es el principal exponente por el número de habitantes, pero por su giro particular se pueda hablar de una representación total.
El habla mendocina posee diferencias respecto de otras provincias. Existen dos características fónicas: la pronunciación de las ‘erre’, que no es vibrante como la de Buenos Aires sino fricativa asibilada; y la aspiración de las ‘eses’ en final de sílaba o de palabra, sobre todo cuando se habla en familia o en situaciones de informalidad.
La referencia mendocina en el habla no sólo se aplica a palabras, sino que es muy clara en frases, también propias de la idiosincrasia local.

### Factores demográficos
La población de la República Argentina (de acuerdo a las proyecciones del INDEC) al 1 de julio de 2022 asciende a 46.234.830 habitantes. Argentina es un país con baja densidad de población, muy concentrada en el aglomerado del Gran Buenos Aires (32,83%). Esto hace que la provincia de Mendoza sólo constituya apenas el 4% de la población total del país. 
La concentración poblacional de la República Argentina crea desigualdad en relación con el resto del país, habiendo municipios de la provincia de Buenos Aires que tienen el mismo poder de votos que la mayor parte de las provincias e incluso provincias combinadas.
| Lugar                                | Población  | % República Argentina |
| ------------------------------------ | ---------- | --------------------- |
| Provincia de Buenos Aires            | 17.594.428 | 38,05%                |
| Ciudad Autónoma de Buenos Aires      | 3.231.082  | 6,98%                 |
| Total, Ciudad + Provincia            | 20.825.510 | 45,04%                |
| Total, República Argentina           | 46.234.830 | 100%                  |
| Aglomerado Gran Buenos Aires         | 15.180.000 | 32,83%                |
| Partido de La Matanza (Buenos Aires) | 1.772.130  | 3,83%                 |
| Provincia de Mendoza                 | 2.001.610  | 4,32%                 |
| Provincia de San Juan                | 680.427    | 1,47%                 |
| Provincia de San Luis                | 461.588    | 0,99%                 |

## Encuestas no oficiales
A principios de 2021 se realizó una encuesta en la red social Reddit, en el subreddit r/Mendoza cuya consigna era «¿Están a favor del Mendoexit?». Un total de 151 usuarios votaron: 118 votaron a favor (78,15%) y 33 votos en contra (21,85%).
La consultora Reale Dalla Torre realizó una encuesta en julio de 2021, donde el 43% de los encuestados respaldaba la hipótesis de discriminación hacia la provincia. La noción de discriminación se refuerza independientemente de las preferencias partidistas, ya que un 49,5% de los consultados cree que Mendoza podría subsistir de manera independiente, mientras que el 45,3% sostiene lo contrario.
Esta tendencia transversal se refleja en el sentimiento de que Mendoza ha sido "castigada" por los gobiernos nacionales durante muchos años, con un aumento en los "Indignados" del 66% al 70,3% en casi un año, siendo la franja etaria de más de 50 años la más crítica con un 74,3%.
Aunque el deseo separatista es otro aspecto que aporta datos interesantes, la consultora señala que no necesariamente se traduce en votos. En 2020, casi el 58% opinaba que no era necesario separarse de la Nación, mientras que un 35% pensaba lo contrario. En el 2021, se observa un equilibrio más cercano, con un aumento del 7,8% a favor de la separación (42,8%) y una disminución del 5,7% entre los que no estaban de acuerdo (52,2%). Cabe destacar que los indecisos disminuyeron en este aspecto, indicando una inclinación hacia el "separatismo" (de 7% a 5% respectivamente). La franja etaria entre los 19 y los 29 años es la que más puntos registra en temas como auto sustentación y deseo separatista, superando el 50% y el 44%, respectivamente, en comparación con los grupos de 30 a 50 años y más de 50 años.

## Legalidad
En un sistema federal fundamentado en el modelo de los Estados Unidos, la soberanía reside exclusivamente en la Nación. Las provincias poseen autonomía para establecer sus propias normativas y elegir sus autoridades, pero están subordinadas al marco institucional nacional. A diferencia de las confederaciones, las provincias no cuentan con las facultades de separación ni la capacidad de impugnar decisiones de la autoridad central. La integridad del territorio constituye el fundamento del sistema federal argentino y no puede desmembrarse; para que una provincia pueda salir del sistema federal, se requiere una reforma constitucional.
La Constitución de 1853, en su artículo tercero, estipula que la Nación debe establecer su gobierno federal en un territorio cedido por una provincia, que se convertirá en la capital de todos los argentinos.
Cualquier intento de llevar a cabo esta acción sin una reforma constitucional podría ser sancionado penalmente; realizarlo o participar en cualquier acto preparatorio al respecto sería considerado casi como un delito de sedición.

## Mendoexit y Chile
La iniciativa de Mendoexit no aborda la anexión a la República de Chile, sino más bien la autonomía de la provincia de Mendoza o su separación de la República Argentina. En lo que respecta a la República de Chile, se considera la posibilidad de establecer una relación política y económica, tratando a Mendoza como si fueran un país independiente y autónomo. 
La relación con el país vecino ha sido históricamente hermanada, teniendo una relación "superior" con Chile en comparación con el gobierno nacional desde Buenos Aires. Según BBCL "... el tema de separar y desguazar a Mendoza de Argentina, es algo que va a generar que las relaciones (entre Chile y Mendoza) sean cada vez mejores que pudiera hacer es al pasado histórico".

## En la cultura popular
Aconcagua (en japonés アコンカグア) es un videojuego de terror y de aventura del año 2000 desarrollado por Sony Computer Entertainment para la consola PlayStation 1. Inicialmente fue lanzado sólo en Japón. Es ampliamente considerado como el primer videojuego ambientado íntegramente en Argentina. El escenario del videojuego toma lugar en el país ficticio de Meruza, que lleva el nombre de la actual provincia argentina de Mendoza; El país se encuentra actualmente en una crisis política como resultado de un movimiento de independencia. El movimiento ha dividido a la Argentina por la mitad, y un activista de 33 años llamado Pachamama se embarca en un vuelo como parte de una gira de independencia por motivos políticos. Durante el vuelo, un terrorista detona una bomba de tiempo, lo que hace que el avión se estrelle cerca del pico del Aconcagua; Solo cinco pasajeros sobreviven al choque.